# Scacchi in Unione Sovietica
Gli Scacchi in Unione Sovietica hanno giocato un ruolo fondamentale nella storia di questo sport. In effetti i giocatori sovietici hanno dominato la scena scacchistica mondiale durante il Novecento. Essi, più che portare cambiamenti sulla scacchiera, hanno enfatizzato il concetto degli scacchi come un'arte ed un rigoroso studio riservato al gioco.

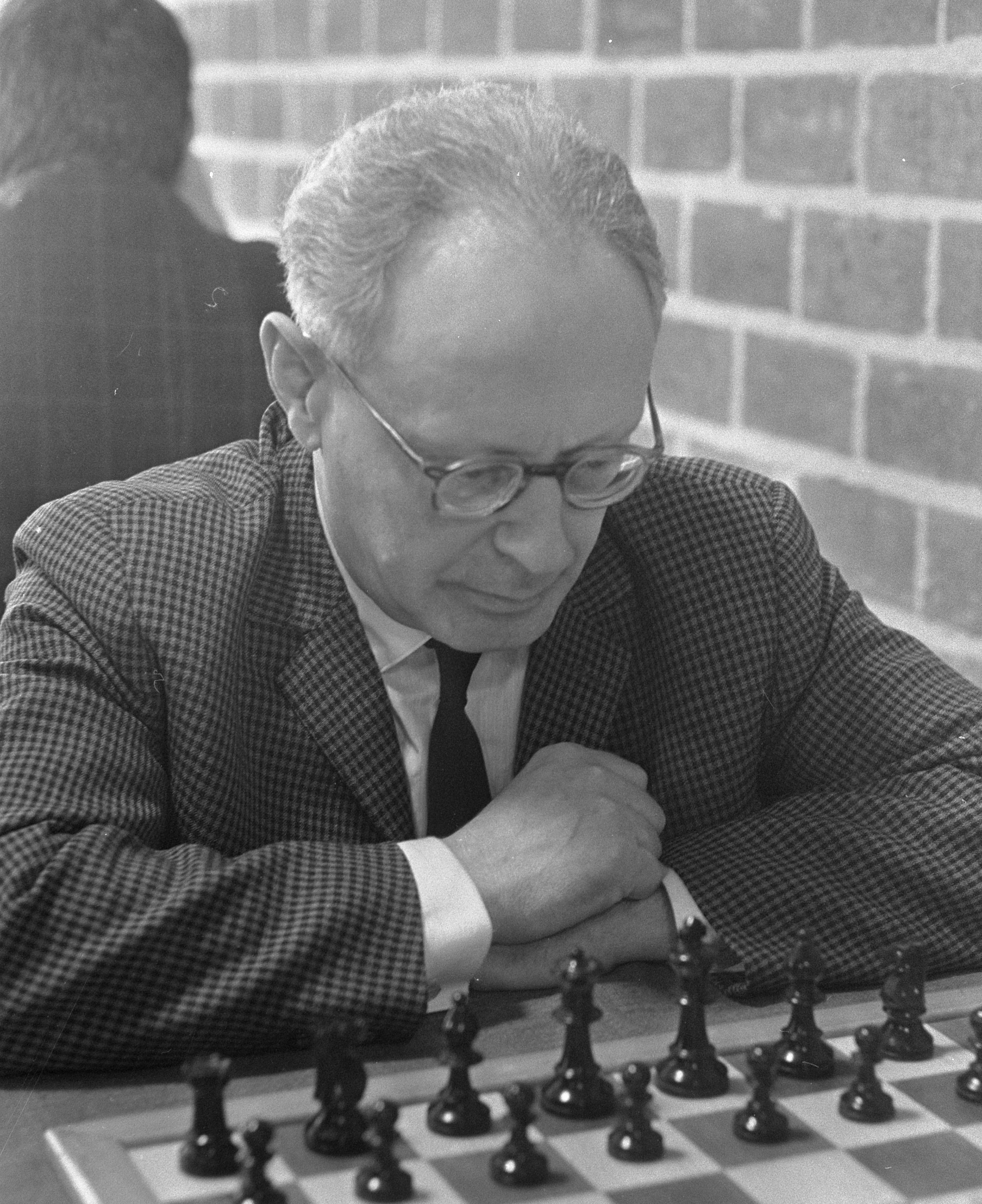
Michail Botvinnik, un grande esponente della cosiddetta "Scuola di scacchi Sovietica"

## La nascita e lo sviluppo

### Prima della Seconda Guerra Mondiale
Gli scacchi nell'Unione Sovietica hanno un'origine molto antica. Infatti vari poemi cavallereschi con eroi russi citano il nobil gioco, un esempio sono Sadko e Ilia Murometz. Nel 1725, Leontiev, un segretario dell'ambasciata russa a Pechino, scrisse il primo trattato sugli scacchi russo. I libri russi antichi rinvenuti sono vari, il più importante e rappresentativo è Schachmatnaja Igra scritto da Aleksandr Petrov nel 1824. Gli scacchi si diffondono come gioco riservato alla borghesia sovietica con Lenin che divulga il gioco chiamandolo una "palestra per la mente".
I registi Vsevolod Illarionovič Pudovkin e Nikolaj Špikovskij nel 1925 realizzano un documentario dedicato all'aumento veloce di giocatori di scacchi in URSS chiamato La febbre degli scacchi. Un altro contributo lo diede il giurista sovietico Nikolai Krylenko, che con lo slogan "diamo gli scacchi ai lavoratori" aumentò di gran lunga il numero di tesserati.
Ma il progetto di un'Unione Sovietica scacchistica si ebbe solo dopo la Seconda Guerra Mondiale con l'avvento dei tornei internazionali e la supremazia di Michail Botvinnik. Prima di allora il campione indiscusso era il campione del mondo Aleksandr Alechin, il quale di famiglia nobile, abbandonò la Russia socialista, trasferendosi a Parigi e prendendo la  cittadinanza francese. 

### Dopo la Seconda Guerra Mondiale
Dal secondo dopoguerra gli scacchi diventano popolari e i tornei internazionali di quel periodo vengono dominati dai forti maestri sovietici, i quali renderanno un fatto nazionale la maggior parte dei match per il titolo mondiale. Eccetto nel periodo dal 1972 al 1975, nel quale l'americano Robert J. Fischer, riesce ad interrompere momentaneamente il loro dominio, scippando il titolo a Boris Spasskij, in quella che verrà ribattezzata la sfida del secolo, a causa dell'intrecciarsi della rivalità sportiva con quella ideologica e geopolitica tra URSS e Stati Uniti nella Guerra Fredda.

## Influenza sugli scacchi moderni
Gli scacchisti sovietici hanno lasciato molto in eredità agli scacchi moderni: aperture, allenamento e stili di gioco. Eccone una panoramica generale delle aperture più popolari. Ogni fonte di questa sezione è presa dalle pagine Wikipedia delle stesse aperture

### Aperture

#### Difesa Alechin
Tra le aperture più importanti create da giocatori sovietici troviamo la Difesa Alechin. Un'apertura di gioco semiaperto usata raramente nelle partite di alto livello perché facilmente contrastabile. È caratterizzata dalle mosse
1. e4 Cf6.

#### Difesa russa
La Difesa russa, detta anche Difesa Petrov o Difesa Petroff fu sviluppata dall' omonimo giocatore. Le mosse presenti nell'apertura sono
1. e4 e5
2. Cf3 Cf6

#### Apertura Konstantinopolsky
L'Apertura Konstantinopolsky è un'apertura molto rara che prende nome dal Gran Maestro Oleksandr Markovyč Konstantynopol's'kyj che la giocò per la prima volta nel 1956 a Mosca. È caratterizzata dalle mosse
1. e4 e5
2. Cf3 Cc6
3. g3